# Sinuston
Sinuston, ren ton, en ton som bara består av en frekvens, utan övertoner. Tonen kan beskrivas som en sinuskurva och har således egenskaperna våglängd, amplitud och fas. En sinuston kan genereras med en tongenerator.